# Antarctobiotus triplex
Antarctobiotus triplex är en kräftdjursart som beskrevs av Lewis 1972. Antarctobiotus triplex ingår i släktet Antarctobiotus och familjen Canthocamptidae. Inga underarter finns listade i Catalogue of Life.